# Kings of Leon
A Kings of Leon egy három testvérből és egy unokatestvérből álló elismert rock zenekar a Tennessee állambeli Mt. Juliet-ből. A zenekar korai stílusa valahol a southern rock és a klasszikus blues között helyezkedik el, de megtalálható az alternative és az arena rock hangzás is. A zenekar nagy sikereket ért el az Egyesült Királyságban, a BBC Top40-es listáján kilenc daluk is szerepelt, 2008-ban két BRIT Awards díjat is nyertek, illetve három albumuk is bekerült a UK Albums Chart-ban. Az Only By The Night (2008) megjelenése után az Államokban is sikereket értek el. A Sex on Fire, Use Somebody és a Notion számuk első helyezést ért el a Hot Modern Rock Tracks charton. Az első albumuk  platinalemez lett az USA-ban, Ausztráliában pedig 2008-ban a legtöbb példányszámban elkelt album volt.
A zenekar tagjai:
- Ivan Nathan Followill (dobok/kolomp/vokál)
- Anthony Caleb Followill (ének/ritmus gitár)
- Michael Jared Followill (basszusgitár)
- Cameron Matthew Followill (szólógitár)

A Kings of Leon tagjai gyakran turnéznak unokatestvérükkel és technikusukkal, Christopher-rel.

## Történet

### A zenekar neve
A zenekar neve Nathan, Caleb és Jared apjának és nagyapjának nevéből ered, ugyanis mindkettőt Leon-nak hívták.

### Korai évek: 1999-2002
Jared és Caleb Tennessee-ben születtek, míg Nathan és Matthew Oklahoma-ban. A testvérek fiatal éveik nagy részében az Amerikai Egyesült Államok déli államaiban utazgattak vándor lelkész apjukkal (Ivan Leon Followill) és anyjukkal (Betty-Ann). A Rolling Stone magazin szerint: "Míg Leon prédikált a templomban, a fiúk a misén alkalomadtán néha ráhúztak a dobokra. Otthon tanultak vagy kis parókiai iskolákba jártak. Egy ötéves időszak kivételével, amikor a Tennessee-i Jackson városában telepedtek le, a Followill srácok gyermekkorukat egy 1988-as lila Oldsmobile-ban élték, és mindig csak egy-két hétre táboroztak le, míg apjuk a menetrendszerű istentiszteletet meg nem tartotta."
1997-ben szüleik elváltak, ezalatt megismerkedtek a rockzenével és életstílussal, és elhatározták, hogy betörnek a zeneiparba, így 1999-ben Nashville-be költöztek, és unokatestvérükkel zenekart alapítottak. Zenéjükre vallásos neveltetésük és a déli államok emléke van hatással.

### 2002-2003: Holy Roller Novocaine
A zenekar első "albuma" (EP) 2003. február 18-án készült el, aminek a címe Holy Roller Novocaine, ami öt számot tartalmaz (Molly's Chambers; Wasted Time; California Waiting; Wicker Chair; Holy Roller Novocaine). Elmondásuk szerint ez a kislemez a három testvér alagsorában készült egy hónap alatt. Caleb később egy interjújában elmesélte, hogy ehhez Matthew "elrablása" kellett, akit Mississippiből hoztak magukkal, anyukájának azt mondták, hogy egy hetet tölt majd a testvéreknél, de azóta sem tért vissza. Az EP-n szereplő dalok társ-szerzője Angelo Petraglia. Segítségével vették fel a számokat és a később megjelenő lemezen is segédkezett.

### 2003-2006: Youth and Young Manhood; Aha Shake Hearthbreak
A Youth and Young Manhood című albumuk volt az első, amely viszonylagos sztársághoz vezette őket, főleg az Amerikai Egyesült Államokon kívül azáltal, hogy népszerű zenekarok, mint a The Strokes és a U2 őket választották turnéjuk előzenekaraként. Az album először Nagy-Britanniában (2003 júliusában), majd az Egyesült Államokban (augusztus után) jelent meg. A Los Angeles-i Sound City Studio-ban illetve a kaliforniai Shangri-La Studioban rögzítették. Hatalmas sikereket értek el UK-ban és Írországban, a kritikusok pedig imádták, a New Music Express szerint az utóbbi 10 év legjobb albuma lett, a The Guardian pedig zenéjüket a The Rolling Stones zenekarhoz hasonlította. Míg Európában tombolt a Kings of Leon őrület, addig Amerikában az album csúnyán megbukott, alig 100.000 darabot adtak el belőle.
Az album zenéi:
| 1.  | "Red Morning Light"                   | 3:00 |
| 2.  | "Happy Alone"                         | 3:57 |
| 3.  | "Wasted Time"                         | 2:46 |
| 4.  | "Joe's Head"                          | 3:21 |
| 5.  | "Trani"                               | 5:00 |
| 6.  | "California Waiting"                  | 3:28 |
| 7.  | "Spiral Staircase"                    | 2:54 |
| 8.  | "Molly's Chambers"                    | 2:14 |
| 9.  | "Genius"                              | 2:49 |
| 10. | "Dusty"                               | 4:21 |
| 11. | "Holy Roller Novocaine"               | 3:56 |
| 12. | "Talihina Sky (Hidden Track)"         | 3:47 |
| 13. | "Wicker Chair" (Bonus Track in Japan) |      |

Aha Shake Heartbreak az album producere ismét Angelo Petraglia. A CD-n szereplő The Bucket szám Angliában Top 20-as helyezést ért el. A Taper Jean Girl zeneszámot pedig több filmben is felhasználták, mint például a Disturbia és Cloverfield-ben is. A Kings of Leon pedig több "nagyobb" zenekar előzenekara lett, mint például a Pearl Jam, és együtt turnézhatott Bob Dylannel is. A "The Bucket", a "Four Kicks" és a "King of the Rodeo" című számokat adták eddig ki egyszámos lemezként.
Az albumon szereplő zeneszámok:
| 1.  | "Slow Night, So Long"              | 2:40/3:54 |
| 2.  | "King of the Rodeo"                | 2:25      |
| 3.  | "Taper Jean Girl"                  | 3:05      |
| 4.  | "Pistol of Fire"                   | 2:20      |
| 5.  | "Milk"                             | 4:00      |
| 6.  | "The Bucket"                       | 2:55      |
| 7.  | "Soft"                             | 2:59      |
| 8.  | "Razz"                             | 2:15      |
| 9.  | "Day Old Blues"                    | 3:33      |
| 10. | "Four Kicks"                       | 2:09      |
| 11. | "Velvet Snow"                      | 2:11      |
| 12. | "Rememo"                           | 3:23      |
| 13. | "Where Nobody Knows [Bonus Track]" | 2:24      |

### 2006-2009: Because of the Times; Only By The Night
Harmadik lemezük, a Because of the Times 2007. április 2-án Nagy-Britanniában, egy nappal később, április 3-án az Egyesült Államokban jelent meg és a megjelenést követő első héten már 75.000 példányszámot sikerült eladni. On Call számuk pedig listavezető volt Angliában és Írországban, több országban Top 25-ös helyezést ért el. A Rolling Stone magazin 2007-es listáján pedig a 31. helyen szerepel. Ezen kívül NME listáján a 6. helyezést érte el.
Az albumon szereplő számok:
| 1.  | "Knocked Up"      | 7:12 |
| 2.  | "Charmer"         | 2:56 |
| 3.  | "On Call"         | 3:24 |
| 4.  | "McFearless"      | 3:13 |
| 5.  | "Black Thumbnail" | 4:01 |
| 6.  | "My Party"        | 4:10 |
| 7.  | "True Love Way"   | 4:02 |
| 8.  | "Ragoo"           | 3:01 |
| 9.  | "Fans"            | 3:35 |
| 10. | "The Runner"      | 4:16 |
| 11. | "Trunk"           | 3:57 |
| 12. | "Camaro"          | 3:09 |
| 13. | "Arizona"         | 4:50 |

Only by the Night 2008. szeptember 19-én jelent meg, ami a Kings of Leon negyedik stúdiólemeze lett. Producer többek között: Angelo Petraglia volt. Az albumon szereplő számok közül több is szerepelt listavezető helyen és a Billboard lista negyedik helyét is elérte Amerikában. Angliában a harmadik legtöbbet eladott lemez lett 2008-ban és a legtöbb példányszámban elkelt album Ausztráliban. A CD-n szerepel az egyik leghíresebb számuk a Sex on Fire ami több országban első helyezést ért el többek között vezette Írország és Anglia zenei listáit is. Az albummal sikerült megnyerniük a Best International Band és a Best International Album díját a Brit Awards díjátadón 2009-ben. Érdekesség hogy a Carwl számukat ingyenesen le lehetett tölteni a hivatalos oldalukról. Az Only by the Night album platina lemezese lett az államokban ahol egy év alatt több mint egy millió lemezt sikerült eladni belőle. Ezekben az időben a zenekar több európai és amerikai fesztiválon is fellépett. Reading & Leeds, Rock Werchter, Oxegen, T in the Park, Gurtenfestival and Open'er Festival, Sasquatch, Lollapalooza, Austin City Limits.
2009-ben megjelent az első DVD-jük Live at the O2 London címmel, amin a 2009. június 30-i koncertjüket tartalmazza, amin 22 zeneszámot több mint 18.000 ember előtt adtak elő.
2010. január 31-én a Grammy díjátadón elnyerte a Best Rock Performance díját a Use Somebody számukkal.
Az albumon szereplő számok:
| 1.  | "Closer"       | 3:57 |
| 2.  | "Crawl"        | 4:06 |
| 3.  | "Sex on Fire"  | 3:23 |
| 4.  | "Use Somebody" | 3:50 |
| 5.  | "Manhattan"    | 3:24 |
| 6.  | "Revelry"      | 3:21 |
| 7.  | "17"           | 3:05 |
| 8.  | "Notion"       | 3:00 |
| 9.  | "I Want You"   | 5:07 |
| 10. | "Be Somebody"  | 3:47 |
| 11. | "Cold Desert"  | 5:34 |

### 2010-2011:Come Around Sundown
A zenekar ötödik albuma 2010. október 18-án jelent meg az Egyesült Királyságban és ugyanebben az évben október 19-én Amerikában. A számokat Nasvilleben és New Yorkban rögíztették Jacquire King és Angelo Petraglia segítségével.
A zenekar 2010-ben több mint 50 várost látogatott meg Európában és Észak-Amerikában. Ezekben az időkben Caleb drog- és alkoholproblémákkal küzdött, egyik koncertfellépésükön annyira részeg volt, hogy elhagyta a színpadot és törölni kellett a koncertet. (2011. július 27., Dallas, Texas). Ezután az összes észak-amerikai fellépésüket törölni kellett, Caleb pedig elvonóra vonult.
Az album számai:
| 1.  | "The End"         | 4:24 |
| 2.  | "Radioactive"     | 3:26 |
| 3.  | "Pyro"            | 4:10 |
| 4.  | "Mary"            | 3:25 |
| 5.  | "The Face"        | 3:28 |
| 6.  | "The Immortals"   | 3:28 |
| 7.  | "Back Down South" | 4:01 |
| 8.  | "Beach Side"      | 2:50 |
| 9.  | "No Money"        | 3:05 |
| 10. | "Pony Up"         | 3:04 |
| 11. | "Birthday"        | 3:15 |
| 12. | "Mi Amigo"        | 4:06 |
| 13. | "Pickup Truck"    | 4:44 |

### 2012-napjainkig:Mechanical Bull
A hatodik stúdióalbum, a Mechanical Bull 2013. szeptember 24-én jelent meg az Egyesült Államokban, előtte egy nappal pedig az Egyesült Királyságban. Az album előfutára a rajta szereplő Supersoaker dal volt, ami 2013 júliusában volt hallható, ami több országban is listavezető volt.
Az albumon hallható dalok:
| 1.  | "Supersoaker"       | 3:50 |
| 2.  | "Rock City"         | 2:56 |
| 3.  | "Don't Matter"      | 2:50 |
| 4.  | "Beautiful War"     | 5:09 |
| 5.  | "Temple"            | 4:10 |
| 6.  | "Wait for Me"       | 3:30 |
| 7.  | "Family Tree"       | 3:50 |
| 8.  | "Comeback Story"    | 3:59 |
| 9.  | "Tonight"           | 4:33 |
| 10. | "Coming Back Again" | 3:28 |
| 11. | "On the Chin"       | 4:16 |

## Diszkográfia
EP/Albumok
- Holy Roller Novocaine EP (2002)
- Youth and Young Manhood (2003. július)
- Aha Shake Heartbreak (2004. október (UK), 2005. február (USA))
- Because of the Times (2007)
- Only by the Night (2008)
- Come Around Sundown (2010)
- Mechanical Bull  (2013)
- WALLS (2016)
- When You See Yourself (2021)
- Can We Please Have Fun (2024)

Egyszámos albumok
| Year | Song                 | US Hot 100 | US Modern Rock | UK singles | Album                   |
| ---- | -------------------- | ---------- | -------------- | ---------- | ----------------------- |
| 2003 | "What I Saw"         | -          | -              | 22         |                         |
| 2003 | "Molly's Chambers"   | -          | -              | 23         | Youth and Young Manhood |
| 2003 | "Red Morning Light " | -          | -              | -          | Youth and Young Manhood |
| 2003 | "Wasted Time"        | -          | -              | 51         | Youth and Young Manhood |
| 2003 | "California Waiting" | -          | -              | 61         | Youth and Young Manhood |
| 2004 | "The Bucket"         | -          | 23             | 16         | Aha Shake Heartbreak    |
| 2004 | " Four Kicks"        |            |                | 24         | Aha Shake Heartbreak    |
| 2005 | "King of the Rodeo"  | -          | -              | 41         | Aha Shake Heartbreak    |

## Magánélet
Caleb Followill: 1982. január 14-én született Mt. Juliet-ben. Felesége, Lily Aldridge híres Victoria's Secret modell, akivel közösen nevelik kislányukat, Dixie Pearl-t. 2007 óta alkotnak egy párt, az esküvőjüket 2011 májusában tartották, és egy évvel később született meg közös gyerekük.
Nathan Followill: 1979. június 26-án született Mt. Juliet-ben. Felesége Jessie Baylin énekes, szövegíró, akivel 2009-ben házasodtak össze, és 2012 decemberében született meg kislányuk, Violet Marlowe.
Matthew Followill: 1984. szeptember 10-én született Oklahomában. Felesége Johanna Bennett. 2009 óta házasok, és 2011-ben született meg első fiúgyerekük, Knox Cameron Patrick.
Jared Followill: 1986. november 20-án született Mt. Juliet-ben. Felesége 2012 óta Martha Patterson, aki modellként dolgozik.